# فلمينغ (نيويورك)
فلمينغ (بالإنجليزية: Fleming, New York)‏ هي بلدة أمريكية تقع في الولايات المتحدة في مقاطعة كايوغا، نيويورك. يقدر عدد سكانها بـ 2,636 نسمة ومساحتها 62.8 كم2 وترتفع عن سطح البحر 247 متر.